# Алтајци
Алтајци су туркијски народ, који претежно живи у Русији, односно у Републици Алтај, где чине око 35% становништва, и у којој представљају други народ по бројности, после Руса (57%). Алтајци делом практикују традиционална веровања (шаманство), а делом су православне вероисповести. Говоре алтајским језиком, који спада у туркијску породицу језика (део хипотетичке алтајске макропородице језика). Према попису становништва Русије 2010. укупно их је било 74.238.

## Територија
Алтајци насељавају басен реке Катун и басене њених притока у Републици Алтај, која се налази на југозападу Сибира, на граници Русије са Казахстаном, Кином и Монголијом.

## Подгрупе у совјетско доба
Од стварања СССР-а до 2002. године Челканци, Кумандинци, Тубалари, Телеути и Теленгити сматрани су за подгрупе Алтајаца, међутим од те године признати су као посебни народи и данас се под Алтајцима подразумевају само Алтај-кижи. Пре октобарске револуције ове етничке групе нису имале свест о припадности једном народу и нису имале заједничко име.
Ова шира група се делила на:
- Северни Алтајци:
  - Челканци
  - Кумандинци
  - Тубалари
- Јужни Алтајци:
  - Алтај-кижи (Алтајци у ужем смислу)
  - Теленгити
  - Телеути

Постоје велике разлике између Северних и Јужних Алтајаца у језику, култури и физичком изгледу.

## Језик
Сваки од народа који су у совјетско доба сматрани подгрупама Алтајаца је говорио својим наречјем. Иако је алтајски сматран једним језиком у совјетско доба, јужноалтајска наречја (алтај-кижи, теленгитско и телеутско наречје) нису узајамно разумљива са северноалтајским наречјима (челканско, кумандинско и тубаларско наречје) и између њих постоји велика разлика. Због чега постоје мишљења да су јужноалтајска и северноалтајска група дијалеката два посебна језика, а постоје и мишљења према којима су сва алтајска наречја посебни језици. Језик народа Алтај-кижи (Алтајаца у ужем смислу) је био основа за књижевни алтајски језик.